# Euridice (Macedonia)
Euridice (n. ca. 410 î.Hr.) a fost fiica lui Sirrhas din Elimiotis din căsnicia sa cu fiica lui Arrhabaios, soția lui Amyntas al III-lea al Macedoniei, mama lui Alexandru II, Perdikkas III și a lui Filip al II-lea al Macedoniei.
Amyntas s-a căsătorit, se pare, în anul 386 î.Hr. cu Euridice pentru a crea pacea între casele princiare Elimais și Linkestis. Fratele Euridicei era Derdas, născut aproximativ în 406 î.Hr..
La moartea tatălui său, în 369, Filip avea doar 10 ani.